# Scytodes lawrencei
Scytodes lawrencei là một loài nhện trong họ Scytodidae.
Loài này thuộc chi Scytodes. Scytodes lawrencei được Roger de Lessert miêu tả năm 1939.